# Campagne des frontières
Pour les articles homonymes, voir Opération Récolte.
La Campagne des frontières (anglais : Border Campaign, l'Irish Republican Army s'y réfère comme l’Operation Harvest, français : Opération Récolte) est une campagne militaire de l'Irish Republican Army contre l'Irlande du Nord du 12 décembre 1956 au 26 février 1962.

La campagne consiste en des attaques d'unités de service actif (de l'IRA) depuis l'Irlande, une guérilla essentiellement rurale du fait du manque de soutien apportée à l'IRA par les citadins catholiques d'Irlande du Nord. Le Conseil de l'IRA a pourtant appelé le 12 décembre 1956 la population à se soulever : 

« La résistance à l'occupation britannique est maintenant entrée dans sa phase décisive. Tôt aujourd'hui, les unités du Nord de l'Irish Republican Army, notre peuple dans les six comtés a porté le combat contre l'ennemi. Il est la victime directe de l'impérialisme britannique, mais aussi la colonne vertébrale de l'insurrection révolutionnaire nationale.
Nous en appelons aux Irlandais dans les forces armées britanniques à soutenir leur mère patrie et à refuser de porter les armes contre leurs concitoyens. Nous en appelons aux membres des RUC et des B-Specials à cesser d'être des instruments de l'impérialisme britannique et de se mettre d'un côté ou bien de nous rejoindre dans la lutte contre la tyrannie. »

En 1957, Fianna Fáil revient au pouvoir en Irlande et met en place l'internement sans procès prévu par l'Offences against the State Act pour lutter contre l'IRA. Les prisonniers républicains sont enfermés au camp de Curragh. Défaite militaire et politique pour l'IRA, la campagne des frontières fait 17 morts (11 de l'IRA, 6 de la RUC). Le 5 février 1962, l'IRA ordonne un cessez-le-feu unilatéral et le 26 février constate l'échec de sa campagne et y met fin, enterrant ses armes,.